# Hemiacris
Hemiacris is een geslacht van rechtvleugeligen uit de familie veldsprinkhanen (Acrididae). De wetenschappelijke naam van dit geslacht is voor het eerst geldig gepubliceerd in 1870 door Walker.

## Soorten
Het geslacht Hemiacris omvat de volgende soorten:
- Hemiacris digitatus Uvarov, 1953
- Hemiacris dromedarius Ramme, 1929
- Hemiacris fervens Walker, 1870
- Hemiacris rammei Uvarov, 1953
- Hemiacris sudanicus Ramme, 1929
- Hemiacris tuberculatus Dirsh, 1966
- Hemiacris uvarovi Ramme, 1929
- Hemiacris viduus Ramme, 1929